# Westliche Felsenmaus
Die Westliche Felsenmaus, Balkan-Felsenmaus oder Europäische Felsenmaus (Apodemus epimelas) ist ein Nagetier in der Gattung der Waldmäuse, das auf dem Balkan verbreitet ist. Die Art ist eng mit der Östlichen Felsenmaus (Apodemus mystacinus) verwandt und weicht in genetischen sowie morphologischen Details von dieser ab.

## Merkmale
Mit einer Kopf-Rumpf-Länge von 100 bis 150 mm, einer Schwanzlänge von 102 bis 146 mm und einem Gewicht von 20 bis 56 g ist die Westliche Felsenmaus eine große Waldmaus. Sie hat 24 bis 28 mm lange Hinterfüße und für die Gattung große Ohren, die 17 bis 22 mm lang sind. Oberseits ist graues Fell vorhanden, während die Unterseite von hellgrauem Fell bedeckt ist. Ein weiteres Kennzeichen sind lange Vibrissen. Wie bei der Östlichen Felsenmaus wird der diploide Chromosomensatz aus 48 Chromosomen gebildet (2n=48).

## Verbreitung
Das Verbreitungsgebiet beginnt mit einem breiten Küstenstreifen an der Adria von Kroatien bis Montenegro. Anschließend erreicht die Westliche Felsenmaus auch zentrale Bereiche der Balkanhalbinsel, wie den Süden von Serbien und Bulgarien, Albanien, Nordmazedonien sowie das Festland Griechenlands, inklusive der Halbinsel Peloponnes. Sie lebt auch auf verschiedenen Inseln der Adria und des Ionischen Meeres. Dieses Nagetier hält sich im Flachland und in Gebirgen bis 1600 Meter Höhe auf. Wie der deutsche Name andeutet, bevorzugt die Art trockenes felsiges Gelände, das spärlich mit Gras, Büschen oder offenen Wäldern bedeckt ist.

## Lebensweise
Die Exemplare sind bodenbewohnend und gehen von der Abend- bis zur Morgendämmerung auf Nahrungssuche. Sie ruhen am Tage in Felsspalten oder in selbstgegrabenen Bauen. Als Allesfresser frisst die Westliche Felsenmaus grüne Pflanzenteile, Samen, Früchte und Insekten. Weibchen können sich von Mai bis September fortpflanzen. Pro Wurf werden zwei bis acht Nachkommen nach etwa 25 Tagen Trächtigkeit geboren.

## Gefährdung
Es liegen keine Bedrohungen vor und die Gesamtpopulation wird als stabil eingeschätzt. Die IUCN listet die Art als nicht gefährdet (least concern).